# Arxiu Històric de Girona
L'Arxiu Històric de Girona, conegut també com a Arxiu Històric Provincial, de titularitat estatal però de gestió autonòmica, recull, conserva i posa a disposició dels ciutadans documentació històrica, administrativa i personal en l'àmbit de la província i la comarca. L'arxiu va ser creat el 1952 com Arxiu històric provincial, durant molts anys va compartir personal i ubicació amb la Biblioteca Provincial, a partir del 1981 la seva gestió va passar a la Generalitat. El 1984 s'ubicà a la seva seu actual, el Convent de Sant Josep o dels Josepets.

## Funcions
L'arxiu realitza diverses funcions. Com arxiu històric provincial reuneix i conserva els documents de l'administració de l'estat generades a la província de Girona. Però al fer també la funció d'arxiu comarcal del Gironès coordina i encapçala programes sobre el patrimoni documental de la comarca. Preserva la documentació semi activa i històrica dels òrgans de la Generalitat d'àmbit local o comarcal, dels consells comarcals; també custodia documentació d'ajuntaments menors de 10.000 habitants de la seva demarcació i amb els quals s'hagi acordat el dipòsit de la documentació, de l'administració de Justícia, dels registres públics, dels protocols notarials de més de 100 anys; o qualsevol altra documentació de persones físiques o jurídiques d'interès històric o cultural relatives al seu àmbit d'actuació.

## Història

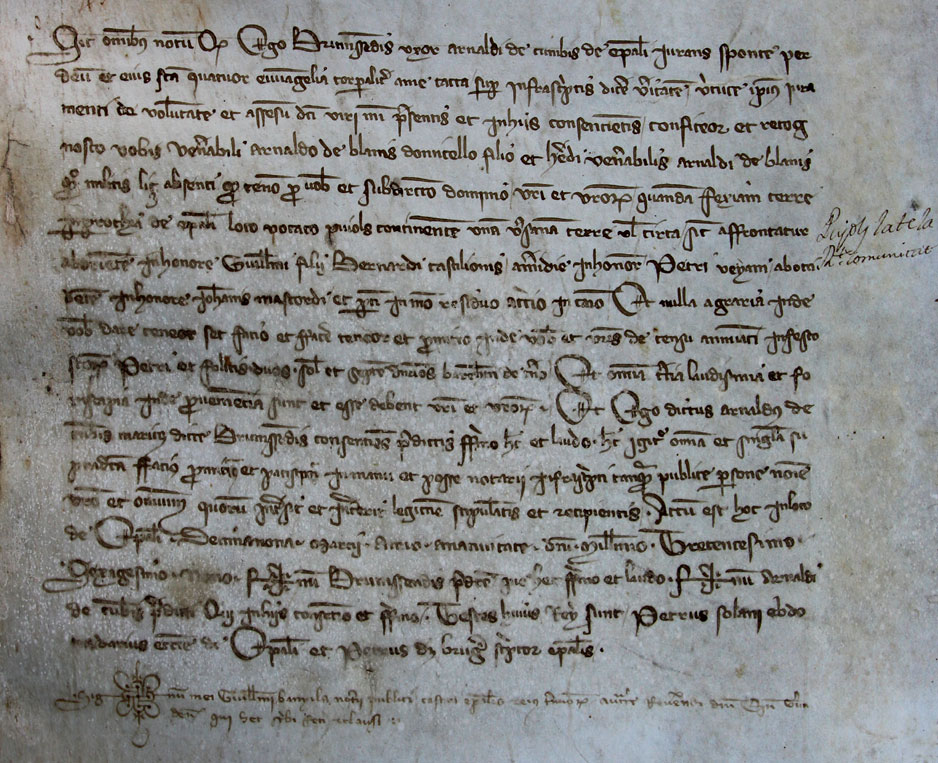
Capbreu en pergamí dels drets que el donzell Arnau de Blanes percep al terme de la Bisbal d'Empordà i algunes parròquies veïnes.

L'Arxiu Històric de Girona (AHG) fou creat per Ordre del Ministeri d'Educació Nacional de 26 de febrer de 1952 com un dels Arxius Històrics Provincials nascuts per Decret de 1931. S'instal·là a l'edifici de la Biblioteca Pública Provincial. El 1981 el Departament de Cultura de la Generalitat de Catalunya assumí la gestió del centre i el 15 de març de 1982 se signà un conveni de traspàs de la gestió d'arxius de titularitat estatal a la Generalitat que afectà els tres arxius provincials: Girona, Lleida i Tarragona, els quals des d'aquest moment passen a ser arxius de titularitat estatal i gestió de la Generalitat. El 1984 es traslladà a la seu actual de la plaça de Sant Josep, on ocupa des de llavors l'edifici rehabilitat de l'antic convent de carmelites de Girona dels s. XVI- XVII. Actualment el Ministeri de Cultura té prevista la construcció d'un nou edifici per a traslladar-hi l'AHG. El centre assumeix també les funcions d'Arxiu Comarcal del Gironès. En virtut dels acords pactats amb la Diputació de Girona per conveni d'11 de febrer de 1985, l'AHG custodia el fons històric d'aquest organisme i el personal responsable de les funcions de custòdia, descripció i classificació. Del 2003 al 2013 en fou directora Montserrat Hosta i Rebés. L'actual director és Joan Ferrer i Godoy.

## Fons

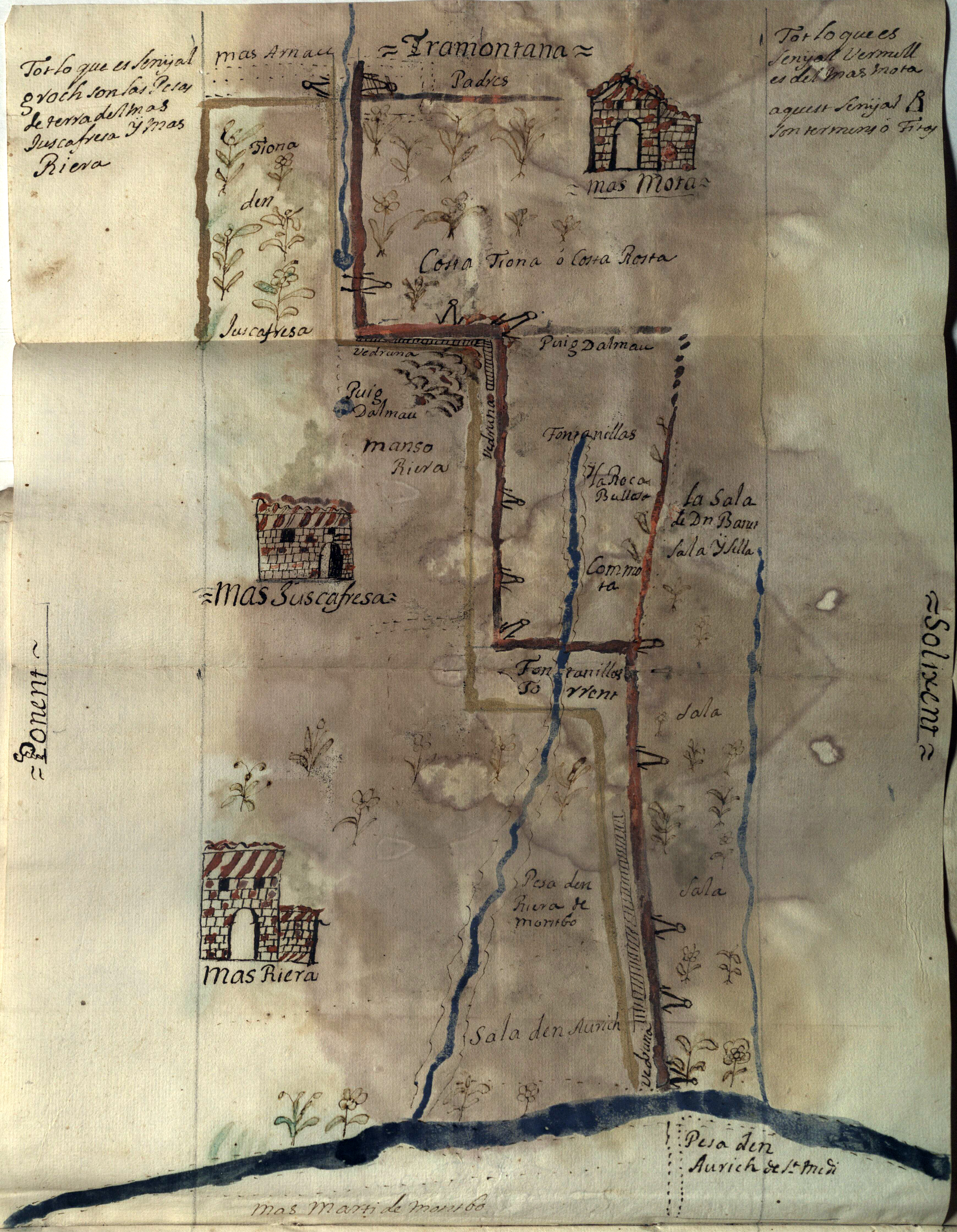
El Procés entre Maria Teresa de Sala i Cella, i Pere Juscafresa, de Montcal inclou un plànol del límits dels masos en un procés judicial del.

La documentació dels fons està compresa entre els segles IX i XXI, ocupant 9700 metres lineals. Els fons que custodia l'Arxiu són de molt diverses procedències i és especialment important la documentació dels fons notarials de 1261 a 1909, formada per 32000 volums. Els fons de l'Administració perifèrica de l'Estat entre els quals destaquem el fons del Govern Civil de Girona (1772-2003) i els de les diferents delegacions provincials dels Ministeris fins als anys 1980. D'entre els fons de la Generalitat cal destacar el de la Comissaria delegada de la Generalitat a Girona (1931-1939). El fons de la Diputació de Girona (1812-1984) és imprescindible per a l'estudi de la història contemporània. Altres fons remarcables són el de l'Hospital de Sta. Caterina (1009-1993), el de l'Hospici de Girona (1228-1994), els de les Comptadories d'Hipoteques (1768-1870), el de l'Institut J. Vicens Vives de Girona (1845-1990) i altres fons judicials, d'empreses o patrimonials. Actualment el centre custodia més de 9000 metres lineals de documentació. Entre els fons més consultats hem de destacar els Notarials i els de l'Administració.
1. Fons de la Generalitat de Catalunya. En aquest fons es troba la documentació generada per les delegacions de la Generalitat en el territori.
2. Fons de l'Administració local. Format per la documentació de diferents ajuntaments de la comarca (Bordils, Celrà, Juià, Medinyà, Quart, Sant Julià de Ramis i Sarrià de Ter) i la Diputació de Girona.
3. Fons de l'Administració perifèrica de l'Estat. Format per la documentació de les diferents delegacions estatals a la província de Girona.
4. Fons de l'Administració reial i senyorial. Format per la documentació històrica produïda pel corregiment de Girona.
5. Fons notarials. Format per la documentació notarial amb més de cent anys d'antiguitat corresponent als quatre districtes notarials de la província.
6. Fons judicials. En aquest fons podem trobar la documentació produïda per diferents tipus de tribunals, audiències i magistratures.
7. Fons registrals. Format per la documentació produïda per les diferents comptadories d'hipoteques dels principals municipis de la província.
8. Fons d'institucions. Format per la documentació generada per institucions públiques de tota classe ja siguin escoles, hospitals o patronats.
9. Fons religiosos. Compost per documentació provinent de diferents monestirs i institucions religioses de la província de Girona.
10. Fons d'associacions i fundacions. Compost per la documentació històrica i actual generada per institucions tant de caràcter públic com privat de diversos i diferents àmbits (polític, social, econòmic).
11. Fons comercials i d'empreses. Compost per les donacions fetes per diferents empreses del sector privat, de la seva documentació produïda i rebuda en el transcurs de la seva activitat.
12. Fons personals. Format per les donacions o compres fetes per l'arxiu de la documentació de diferents ciutadans particulars.
13. Col·leccions. Format per diferents tipus de col·leccions de pergamins, manuscrits, imatges, fulls volants i fragments hebreus.
14. Arxiu de Complement. Format per documentació que pertany a diferents fons patrimonials.

## Documents destacats

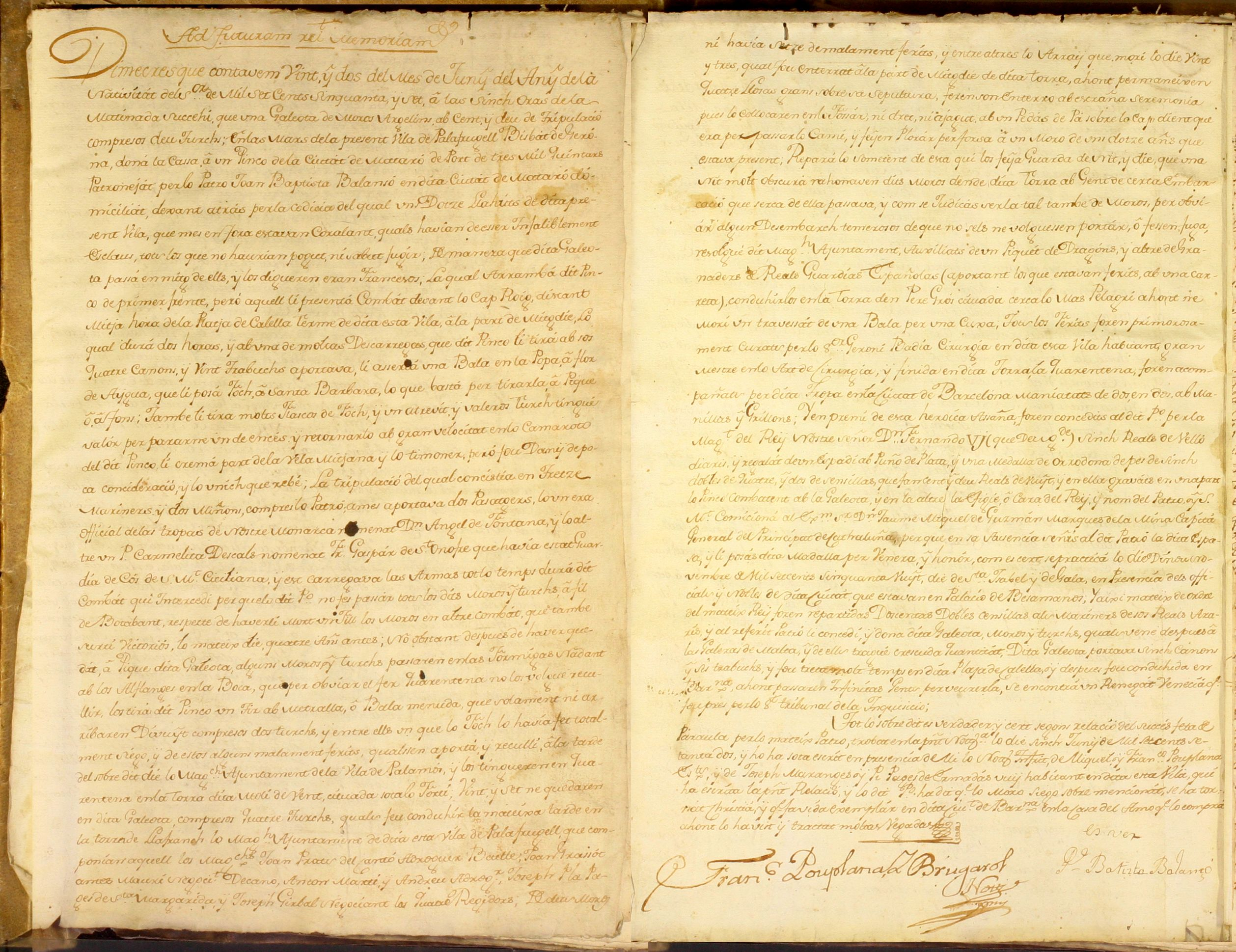
Acta notarial que alerta de pirates a les costes de Cap Roig de Palafrugell el 1772

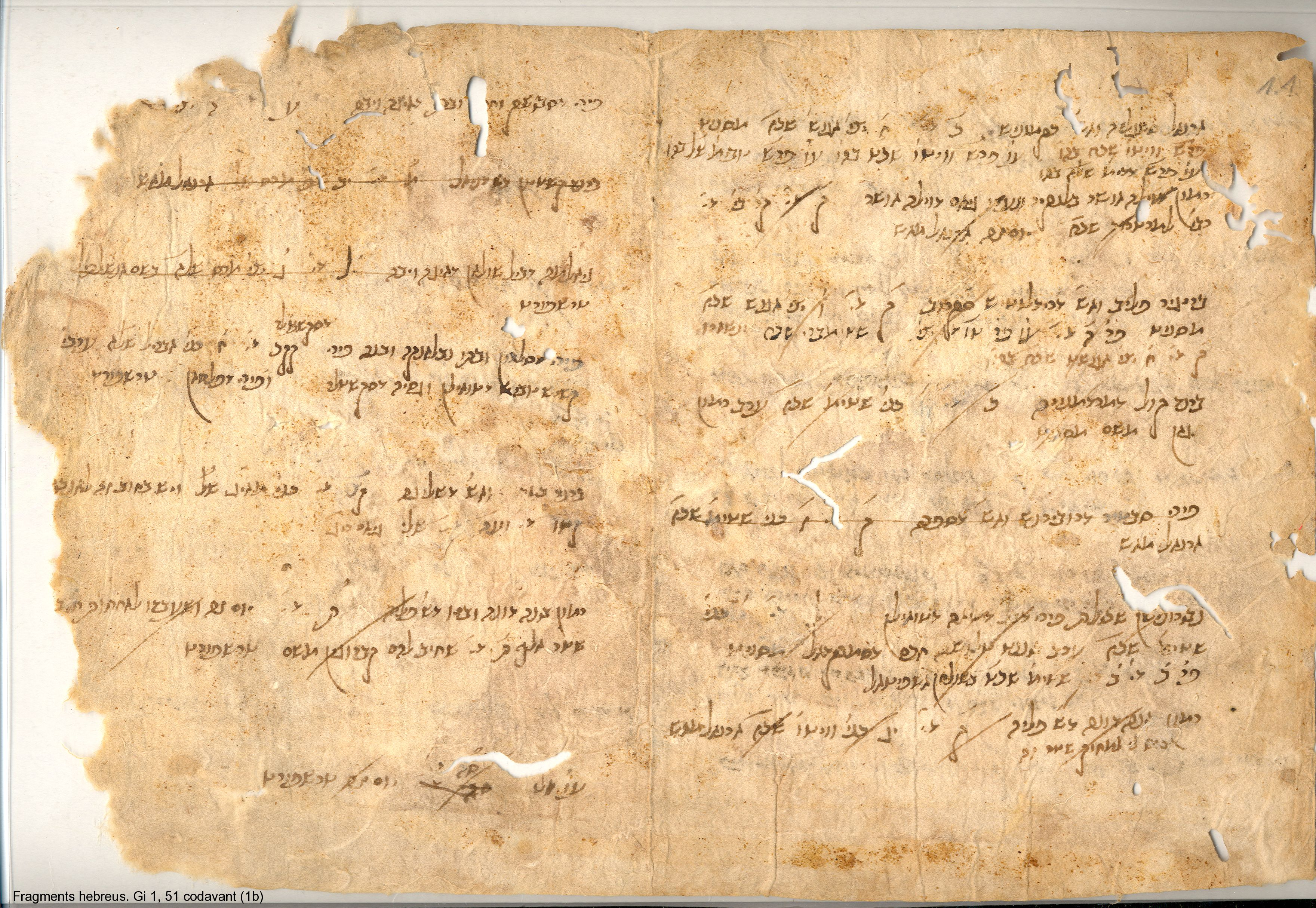
Assentament d'un prestador jueu de Maçanet de la Selva, en un fragment hebreu del conservat a l'Arxiu Comarcal del Gironès.

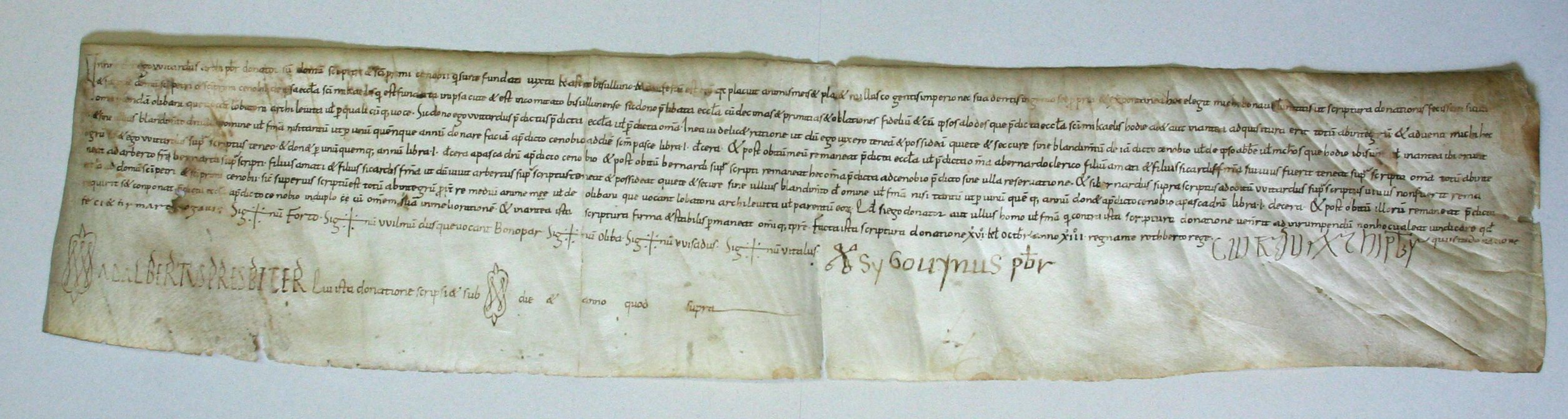
Donació de rendes a l'Hospital de Santa Caterina del 1009 està a l'arxiu del Gironès.

- Chrònica o hystoria de Espanya és el document imprès més antic conservat a la Biblioteca de l'Arxiu Històric de Girona.[1]
- La Carcajada fou una publicació de sàtira política, de tendència republicana i federal, publicada en castellà a Barcelona entre 1869 i 1876. L'Arxiu Històric de Girona disposa del números publicats entre el 17 de gener de 1872 i el 4 d'octubre de 1873.[1]
- Els documents més antics de l'Arxiu són en pergamí i formen part del fons de l'Hospital de Santa Caterina de Girona dels fons de la Diputació de Girona. El primer és la donació de les rendes de l'església de Sant Miquel Sacot feta per l'arxi-prevere Guitart el dia 16 de setembre de 1009. Altres pergamins dels segles xi i xii de la mateixa col·lecció deixen constància de pagaments, reconeixements de deutes o testaments de particulars. És una obra datada el 16 de setembre del 1009 en pergamí.[1]
- Escrit al Call de Girona. En el moment de la seva expulsió (1492) els jueus gironins van vendre o van deixar un gran nombre de documents. Els enquadernadors de la ciutat els van aprofitar per donar gruix i flexibilitat a les cobertes de pergamí i, d'aquesta manera tan singular, com a material de farciment, ens han arribat fins avui centenars de fragments de textos hebraics que constitueixen un tresor documental excepcional. Es tracta de textos religiosos, contractes civils, reconeixement de deutes... És un document escrit al segle xiv sobre paper que fa 29,5 cm. X 20 cm.[1]

## Serveis i difusió
L'equipament disposa de diversos serveis:
- Servei de referència: informació sobre els fons de l'Arxiu Històric de Girona i sobre fons d'altres arxius. La informació es dona de forma presencial, per correu electrònic, correu convencional, fax i telèfon.
- Orientació especialitzada en la consulta de fons.
- Expedició de certificacions i compulses de documentació administrativa.
- Servei d'assessorament en l'organització i gestió de fons particulars (patrimonials, personals, etc.)
- Servei de reprografia: reproducció de documents en format digital i analògic.
- Aparells lectors de microformes a disposició dels usuaris.
- Accés a Internet a la sala de consulta.
- Biblioteca : està constituïda principalment per obres de referència, bibliografia de les comarques gironines i textos d'arxivística. Està formada per 1.100 monografies impreses entre els anys 1545 i 1900 i 7.800 entre 1901 i l'actualitat, 693 títols de publicacions periòdiques, 698 cartells, 325 mapes i 75 tesis i treballs de recerca. Cal destacar la Biblioteca personal de Josep Pella i Forgas, jurista, historiador i polític, formada per 509 obres dels segles XIX i XX.

L'arxiu edita el butlletí quadrimestral "Apunts de l'Arxiu Històric de Girona", organitza exposicions, imparteix cursos destinats a investigadors i a professionals de l'arxivística, rep visites concertades per a alumnes de secundària i d'universitat, organitza presentacions de treballs de recerca i col·labora amb altres entitats.

### Instruments de descripció
- Adroer i Pellicer, M.A.; Grau i Pujol, J.M.T.; Matas i Balaguer, J.. 1996. Catàleg dels protocols del districte de Girona (I). Barcelona: Fundació Noguera. 357 p.
- Arxiu Històric de Girona. 1998. Els Fons notarials: Arxiu Històric de Girona. Girona: Departament de Cultura. 1 fulletó.
- Arxiu Històric de Girona. 2004. Girona: Departament de Cultura. 1 fulletó.
- Arxiu Històric de Girona. 2007. Documentació notarial i arxius: els fons notarials com a eina per a la recerca històrica. Girona. 307 p.
- Boadas i Raset, Joan; Casellas i Serra, Lluís. 1999. Girona: guia de fons en imatge. Girona: Ajuntament de Girona. 227 p.
- Fort i Olivella, Joan; Serna i Coba, Erika; Soler i Simon, Santi. 2001. Catàleg dels protocols del districte de Figueres (I). Barcelona: Fundació Noguera. 551 p.
- Fort i Olivella, Joan; Serna i Coba, Erika; Soler i Simon, Santi. 2004. Catàleg dels protocols del districte de Figueres (II). Barcelona: Fundació Noguera. 494 p.
- Grau i Pujol, Josep M.T..1995. Catàleg del fons notarial del districte de Santa Coloma de Farners. Barcelona: Fundació Noguera. 401 p.
- Matas i Balaguer, Josep. 1989. Separata de: Guia dels arxius històrics de Catalunya. (Arxiu Històric de Girona). Girona: Departament de Cultura. Vol. 3, p. 61-115.
- Matas i Balaguer, Josep. 2006. La Comissió de Monuments Històrics i Artístics de la Província de Girona (1844-1981): catàleg del fons documental. Girona: Departament de Cultura. 272 p.

### Publicacions seriades
- Arxiu Històric de Girona. 1997-2006. Informació. Girona. 29 núm.
- Arxiu Històric de Girona. 2006- actualment. Els Apunts de l'Arxiu Històric de Girona. Girona. 3 núm. per any.